# طواف أوكيناوا
طواف أوكيناوا (بالإنجليزية: Tour de Okinawa)‏ هو سباق دراجات هوائية،  من صنف سباق يوم واحد ‏،  بدأ في 1989 في اليابان هو سباق دراجات هوائية يُقام سنويًا في جزيرة أوكيناوا، اليابان. يُعتبر هذا السباق واحدًا من أبرز سباقات الدراجات الهوائية في اليابان، ويجذب متسابقين من جميع أنحاء العالم.
التاريخ
أقيم طواف أوكيناوا لأول مرة في عام 1989، وكان يُقام سنويًا حتى عام 2009. ثم توقف السباق لمدة 10 سنوات، قبل أن يُعيد إطلاقه في عام 2019.
المسار
يتضمن مسار طواف أوكيناوا دراجات هوائية على الطرق، ويُقام على مسافة تتراوح بين 200-250 كيلومترًا. يمر المسار عبر المناظر الطبيعية الخلابة في جزيرة أوكيناوا، بما في ذلك الشواطئ والجبال والقرى التقليدية.
الفئات
يُقام طواف أوكيناوا في عدة فئات، بما في ذلك:
- الفئة المفتوحة: مفتوح لجميع المتسابقين.
- الفئة المهنية: مخصصة للمتسابقين المحترفين.
- الفئة الهواة: مخصصة للمتسابقين الهواة.
الجوائز
تُمنح جوائز مالية للمتسابقين الذين يحتلون المراكز الأولى في كل فئة. كما تُمنح جوائز إضافية للمتسابقين الذين يحققون أهدافًا محددة، مثل الفوز بالمرحلة الأولى أو تحقيق أفضل وقت في التصنيف العام.
الشعبية
يُعتبر طواف أوكيناوا حدثًا رياضيًا شائعًا في اليابان، ويجذب متسابقين من جميع أنحاء العالم. كما يُعتبر السباق فرصة لتعزيز السياحة في جزيرة أوكيناوا، التي تتميز بمناظرها الطبيعية الخلابة وثقافتها الغنية.

## تاريخ

### قائمة الفائزين
| السنة | الفائز              | الثاني                | الثالث                |
| ----- | ------------------- | --------------------- | --------------------- |
| 1989  | Kazuo Oishi‏         |                       |                       |
| 1990  | Kyoshi Miura ‏       |                       |                       |
| 1991  | Takahiro Yamada‏     |                       |                       |
| 1992  | Gianluca Tarocco‏    |                       |                       |
| 1993  | Takahiro Yamada‏     |                       |                       |
| 1994  | Tomokazu Fujino ‏    |                       |                       |
| 1995  | وونغ كام بو         |                       |                       |
| 1996  | Ken Hashikawa ‏      | Daisuke Imanaka ‏      | Stephan Gottschling ‏  |
| 1997  | Tomokazu Fujino ‏    |                       |                       |
| 1998  | وونغ كام بو         | Tomokazu Fujino ‏      | Kazuyuki Manabe ‏      |
| 1999  | مارك والترز         | Yasuhiro Yamamoto‏     | Shinichi Fukushima ‏   |
| 2000  | وونغ كام بو         | Kazuyuki Manabe ‏      | Masamichi Yamamoto ‏   |
| 2001  | ماكوتو إيجيما       | Guillem Muñoz Cubeles‏ | Shinri Suzuki ‏        |
| 2002  | Paul Redenbach‏      | ساتوشي هايروز         | Yasutaka Tashiro ‏     |
| 2003  | كازويا أوكازاكي     | Guillem Muñoz Cubeles‏ | مارك ماكورماك         |
| 2004  | وونغ كام بو         | Shinichi Fukushima ‏   | Jacob Erker ‏          |
| 2005  | Yasutaka Tashiro ‏   | كازو اينو             | Dawid Krupa ‏          |
| 2006  | تاكاشي ميازاوا      | كازوهيرو موري         | يوكيا أراشيرو         |
| 2007  | تاكاشي ميازاوا      | كازوهيرو موري         | يوكيا أراشيرو         |
| 2008  | يوكيا أراشيرو       | Miyataka Shimizu ‏     | Mitsuhiro Matsumura ‏  |
| 2009  | Kenji Itami ‏        | Takayuki Abe ‏         | Shinichi Fukushima ‏   |
| 2010  | Shinichi Fukushima ‏ | Kenji Itami ‏          | Junya Sano ‏           |
| 2011  | كازوهيرو موري       | Taiji Nishitani ‏      | Junya Sano ‏           |
| 2012  | توماس بالمر         | يوسوك هاتاناكا        | ياسهارو ناكاجيما      |
| 2013  | Sho Hatsuyama ‏      | José Vicente Toribio ‏ | تشيونغ كينغ واي       |
| 2014  | Nariyuki Masuda ‏    | José Vicente Toribio ‏ | Shōtarō Iribe ‏        |
| 2015  | جايسون كريستي       | Shōtarō Iribe ‏        | بنجامين براديس        |
| 2016  | Nariyuki Masuda ‏    | جاي كروفورد           | Kohei Uchima ‏         |
| 2017  | Junya Sano ‏         | Koos Jeroen Kers ‏     | يوسوك هاتاناكا        |
| 2018  | آلان مارانجوني      | Freddy Ovett ‏         | تشون كاي فنغ          |
| 2019  | Nariyuki Masuda ‏    | Kohei Uchima ‏         | بنجامين براديس        |
| 2022  | بنجامين براديس      | Genki Yamamoto ‏       | José Vicente Toribio ‏ |

## وصلات خارجية
- الموقع الرسمي
- لمحة عن سباق طواف أوكيناوا على موقع  ProCyclingStats   (برو  سايكلنج  ستاتس) - إحصاءات  محترفي  الدراجات.

- طواف أوكيناوا على موقع إحصائيات الدراجات الإحترافية (الإنجليزية)